# Thomas Sterling
Pour les articles homonymes, voir Sterling.
Thomas Sterling, né le 11 janvier 1921 à Lincoln, Nebraska, et mort le 16 janvier 2006, est un écrivain américain, auteur de roman policier. Il signe parfois ses œuvres Thomas L. Sterling.

## Biographie
Il est d’abord secrétaire, puis attaché de presse, avant d’épouser Claire Sterling en 1951. Il a vécu pendant plusieurs années à Rome.
Son premier roman policier, Défense de sortir (1950), est nommé pour un Edgar des Mystery Writers of America. Il s’agit du récit d’une vieille fille recluse, héritière d’une immense fortune, dont l'enquête, parallèle à celle de l'inspecteur Kevin Corelli, concerne le meurtre d’un jeune journaliste anti-communiste. L'inspecteur tente de prouver qu'il ne s'agit pas d'un banal crime politique. Ce roman paraît aujourd’hui assez singulier, voire courageux, quand on se rappelle que Thomas Sterling le publie en pleine époque du maccarthysme. 
Quatre ans plus tard, Sterling signe Le Tricheur de Venise, où un riche américain, résidant dans un palais de Venise, convie ses héritiers cupides à assister à son agonie. Gros succès de librairie, ce roman, qui met en scène le capitaine Rizzi de la police de Venise, s’inspire de la pièce Volpone de Ben Jonson et a servi de base au scénario du film Guêpier pour trois abeilles (The Honey Pot, 1967) de Joseph L. Mankiewicz.
Thomas Sterling a également publié des ouvrages sur l'Afrique et l'Amazonie.

## Œuvre

### Romans

#### SérieCapitaine Rizzi de la police de Venise
- The Evil of the Day ou Murder in Venice (1955) Publié en français sous le titre Le Tricheur de Venise, Paris, Éditions de Trévise, coll. « Le Cachet » no 7, 1960 ; réédition, Paris, Librairie des Champs-Élysées, coll. « Le Masque » no 1992, 1990
- The Silent Siren (1958)

#### Autres romans policiers
- The House Without a Door (1950) Publié en français sous le titre Défense de sortir, Paris, Presses de la Cité, Un mystère no 38, 1950 ; réédition, Paris, Presses pocket no 1172, 1975 ; réédition dans Polars, années cinquante, tome 3, Paris, Omnibus, 1997
- Strangers and Afraid (1952)

#### Roman non-policier
- Unity’s Children (1962)

#### Nouvelle isolée
- The Cold Light (1952)

### Autres publications
- Stanley’s Way: a sentimental journey through central Africa (1960)
- Exploration of Africa (1963)
- The Amazon (1973) Publié en français sous le titre L’Amazonie, Paris, Éditions Time-Life, coll. Les Grandes Étendues sauvages, 1973 ; réédition, Paris, Éditions Time-Life international, coll. Les Grandes Étendues sauvages, 1976

## Adaptation cinématographique
- 1967 : Guêpier pour trois abeilles (The Honey Pot), film américain de Joseph L. Mankiewicz, d’après le roman Le Tricheur de Venise, avec Rex Harrison, Susan Hayward, Cliff Robertson et Maggie Smith.

## Prix et distinctions

### Prix
- Grand Prix de littérature policière 1960 pour Le Tricheur de Venise[1]

### Nomination
- Prix Edgar-Allan-Poe du meilleur premier roman 1951 pour Défense de sortir (The House Without a Door)[2]